# La cafetera (novela)
La Cafetera (La Cafetière) es un cuento fantástico de Théophile Gautier publicado por primera vez en 1831, subtitulado, Cuento fantástico.

## Resumen
El narrador, Théodore, relata la estancia que pasó en Normandía con varios de sus amigos.
La primera noche, observa los personajes del tapiz iluminados por el fuego de la chimenea, así como las pinturas que representan a los antepasados de su anfitrión. De repente, los personajes pintados cobran vida y comienzan a moverse. Las velas se encienden, y la cafetera se mueve para pararse frente a la chimenea, seguida por los sillones. Luego los retratos salen de su encuadre, se sientan y toman un café. 
La medianoche suena, toda la asamblea se levanta para bailar. Luego sigue una escena fantástica donde las parejas intentan seguir el ritmo infernal impuesto por los músicos. Cuando finalmente se detienen, el narrador se da cuenta de una mujer rubia muy hermosa de ojos azules que se sienta al margen y que no tomó parte del baile. Seducido, se acerca a ella, y luego bailan juntos con una agilidad que provoca la admiración de la audiencia. Sin embargo, una persona le advirtió a la mujer antes de que comenzara el baile: "Angela, puedes bailar con el señor, si quieres, pero sabes qué pasará". "
Luego, cuando Angela muestra signos de fatiga, el narrador propone detener el baile, sentarse en la última silla libre y llevar a la mujer joven en su regazo. Amándola, saboreaba una felicidad indescriptible hasta la primera luz del amanecer. Angela le dice adiós apresuradamente porque tiene que encontrar su lugar. Pero ella se derrumba en el suelo; ¡El narrador trata de atraparla, pero solo encuentra las piezas de la cafetera rota! Pensando que era víctima de una ilusión, se desmayó a su vez.
Al día siguiente lo encuentran sus amigos, esparcido en el suelo con el vestido de novia del abuelo de su anfitrión. Intacto, intenta dibujar la cafetera, cuyas líneas evocan el perfil de la mujer amada durante la noche. Su anfitrión reconoce la cara de su hermana Angela, quien murió dos años antes de una inflamación en el pecho después de bailar en una fiesta.